# Düzen Tekkal
Düzen Tekkal , née le 2 septembre 1978, est une journaliste, auteure, correspondante de guerre, documentariste, cinéaste et militante des droits de l'homme de descendance kurde-yézidi. Elle est également fondatrice et présidente actuelle de l'organisation à but non lucratif Háwar.

## Jeunesse et éducation
D'une famille de onze enfants originaire de Turquie, elle est née et a grandi à Hanovre. Tekkal a étudié les sciences politiques et la littérature allemande à l'université de Hanovre.

## Carrière
Tekkal est journaliste indépendante depuis 2014. Elle travaille comme journaliste, cinéaste / réalisatrice et correspondante de guerre spécialisée sur la Syrie et sur l'Irak. Elle est une experte de renommée nationale et internationale sur les Yézidis, l'islamisme et le salafisme,.
Tekkal est une membre non-musulmane du Muslim Forum Germany. En 2019, elle a été nommée par le ministre fédéral de la Coopération économique et du Développement, Gerd Müller, au sein d'une commission chargée de rédiger des recommandations sur la manière de s'attaquer aux causes des déplacements et des migrations.

## Décoration
- Chevalier de l'ordre du Mérite de la République fédérale d'Allemagne (2021)

## Reconnaissance
- 2010 : Prix de la télévision bavaroise[8]
- 2017 : Prix Ramer pour le courage dans la défense de la démocratie décerné par le Comité juif américain (AJC)[9],[10]
- 2018 : Prix Femme de l'Europe du Mouvement européen-Allemagne[11]

## Filmographie
- HÀWAR – Meine Reise in den Genozid. documentaire, 2015[12]
- Jiyan – Die vergessenen Opfer des IS, documentaire, 2020[13]